# Rövşən Rzayev

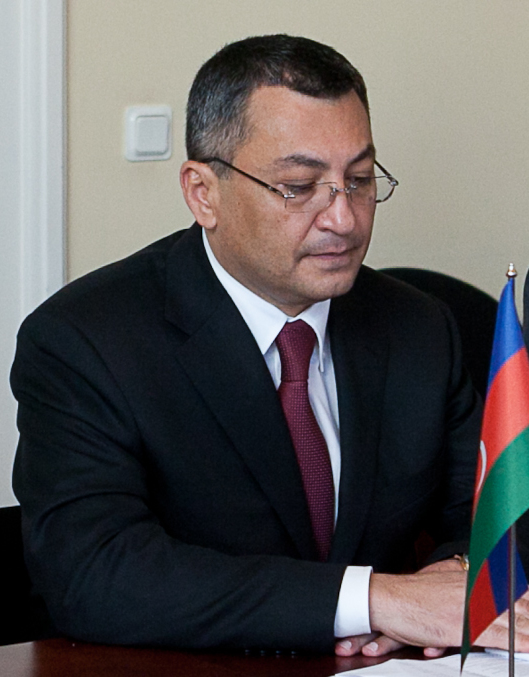
Rövşən Rzayev

Rövşən Şükür oğlu Rzayev (eingedeutscht Röwschan Rsajew; * 20. Januar 1962 in Baku, Aserbaidschanische SSR, UdSSR) ist ein aserbaidschanischer Politiker und Vorsitzender des Staatskomitees der Republik Aserbaidschan für Flüchtlinge und Binnenvertriebene.

## Werdegang
Rzayev ist in die Familie von Şükür Rzayev, dem Generalmajor der Justiz hineingeboren. 1986 absolvierte er ein Studium der Geschichtswissenschaften an der Staatlichen Universität Baku und erlangte dort im Jahr 1993 einen weiteren Abschluss von der juristischen Fakultät.

## Politische Laufbahn
Ab 1982 bekleidete Rzayev verschiedene Position im Justizministerium der damaligen Aserbaidschanischen SSR. Eine aktive politische Tätigkeit begann er erst nach Erlangung der Unabhängigkeit Aserbaidschans.
Während der Präsidentschaftszeit von Heydər Əliyev (1993–2003) war Rzayev als Staatsanwalt in Sumqayıt und Baku tätig. Im Jahr 2004 wurde er vom Wahlkreis Xanlar (heute Göygöl)-Daşkəsən als Abgeordneter in die Nationalversammlung von Aserbaidschan der vierten Einberufung gewählt. Hier wurde er zum stellvertretenden Vorsitzenden des Parlamentsausschusses für Rechtspolitik und Staatsaufbau.
Am 5. Juni 2009 wählte man Rzayev in den Vorstand des Verbandes „Aserbaidschanische Gemeinde von Bergkarabach“. In dieser Rolle nahm er auch an den Verhandlungen mit den Ko-Vorsitzenden der Minsker Gruppe der OSZE teil, die sich um die Beilegung des Bergkarabachkonfliktes bemühte.
Per Dekret des Präsidenten Aserbaidschans Ilham Əliyev wurde Rzayev am 21. April 2018 zum Vorsitzenden des Staatskomitees für Flüchtlinge und Binnenvertriebene berufen.
Am 4. Januar 2021 hob Əliyev per Erlass den „Fonds zum Wiederaufbau von Karabach“ aus der Taufe. Zu den 10 Mitgliedern des Fonds gehört auch Rzayev.
Für seine Verdienste im Dienste des Staates wurde Rzayev im Januar 2022 zu seinem 60. Jubiläum mit dem Şöhrət-Orden ausgezeichnet.